# August Exter

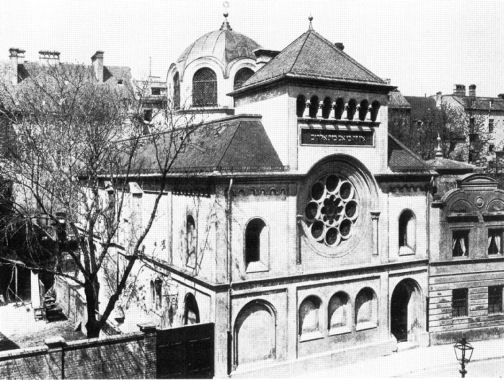
Synagoga Ohel Jakob

August Exter (18. května 1858 Bad Dürkheim – 7. prosince 1933 Obermenzing) byl německý architekt.

## Život a dílo
August Exter se věnoval především návrhům obytných budov. Podle jeho návrhů byly realizovány stavby v Obermenzingu, Laimu, Gautingu a Gröbenzellu. K nejznámějším patří projekt Kolonie -I- z roku 1892 na mnichovském předměstí Pasing. Jedinou Exterovou sakrální stavbou byla Synagoga Ohel Jakob na Herzog-Rudolf-Straße v Mnichově, která byla 9. listopadu 1938 zničena požárem při pogromu.
Podle projektu Augusta Extera bylo na území České republiky postaveno v roce 1897 lázeňské sanatorium lékaře Adolfa Rittera (fasádní projekt Fritz Hessemer). Vila Ritter, od roku 1995 chráněna jako nemovitá kulturní památka ČR, stojí v Karlových Varech v ulici Krále Jiřího.